# ريكس ألين
ريكس ألين (بالإنجليزية: Rex Allen) مواليد 31 ديسمبر 1920 في أريزونا، الولايات المتحدة - الوفاة 17 ديسمبر 1999 في توسان، الولايات المتحدة، هو ممثل أمريكي بدأ مسيرته الفنية سنة 1948. امتدت مسيرته الفنية لأكثر من 38 عاما. من أعماله فيلم شبكة تشارلوت.

## روابط خارجية
- ريكس ألين على موقع IMDb (الإنجليزية)
- ريكس ألين على موقع ميوزك برينز (الإنجليزية)
- ريكس ألين على موقع تيرنر كلاسيك موفيز (الإنجليزية)
- ريكس ألين على موقع أول موفي (الإنجليزية)
- ريكس ألين على موقع قاعدة بيانات الأفلام السويدية (السويدية)
- ريكس ألين على موقع إن إن دي بي (الإنجليزية)
- ريكس ألين على موقع أول ميوزيك (الإنجليزية)
- ريكس ألين على موقع ديسكوغز (الإنجليزية)
- ريكس ألين على موقع قاعدة بيانات الفيلم (الإنجليزية)